# Primo premio: Mariarosa
Primo premio: Mariarosa è un film italiano di genere commedia del 1952, diretto da Sergio Grieco.

## Trama
Il conte anziano e decaduto del paese di San Bonifacio viene mantenuto dagli abitanti del paese grazie agli incassi di una lotteria annuale dove è messa in palio come primo premio una vacca, di nome Mariarosa. Il regolamento prevede che il vincitore, che è sempre un cittadino del paese, restituisca l'animale dopo la vittoria, per metterlo nuovamente in palio l'anno successivo. Un giorno, però, è annunciato l'arrivo al paese di Virgilio, l'usciere di un ministero, promesso sposo di Maria, la figlia del veterinario: a causa di un contrattempo, però, viene investito dall'auto dell'attrice Isa Barzizza e al suo posto si presenta Otello, anche lui usciere al ministero, che si spaccia per Virgilio iniziando a corteggiare Maria.
Quando Virgilio guarisce dalle ferite, si presenta al paese e scopre l'incresciosa situazione, non conoscendo le loro abitudini, per ripicca partecipa al concorso, vince e trattiene l'animale, non restituendolo come da prassi. Costretto a fuggire dal paese in compagnia della vacca e di Anita, una cameriera segretamente innamorata di lui, una volta in città passa una lunga serie di guai fino a quando gli giunge notizia delle imminenti nozze tra Otello e Maria. Grazie ad Anita, Virgilio si dimostra più coraggioso e, rientrato al paese, scopre che il foglio che portava sempre in tasca e che credeva una licenza matrimoniale in realtà è una grande sovvenzione al paese firmata dal comune. Virgilio così può sposare Anita e tenersi l'animale, mentre Otello – accusato nel frattempo di essere il fautore di una bisca clandestina – viene prosciolto dalle accuse e sposa Maria.

## Distribuzione
Il film ottenne il visto di censura n. 13.440 il 30 dicembre 1952 per una lunghezza di 2.468 metri.